# Saneczkarstwo na Zimowych Igrzyskach Olimpijskich 1988
Saneczkarstwo na Zimowych Igrzyskach Olimpijskich 1988 odbyło się w dniach 14 – 18 lutego 1988 roku na torze Canada Olympic Park. Zawodnicy walczyli w jedynkach kobiet i mężczyzn oraz dwójkach mężczyzn.

## Wyniki

### Jedynki mężczyzn
| Miejsce | Zawodnik          | Reprezentacja | Czas     |
| ------- | ----------------- | ------------- | -------- |
| złoto   | Jens Müller       | NRD           | 3:05,548 |
| srebro  | Georg Hackl       | NRD           | 3:05,916 |
| brąz    | Jurij Charczenko  | ZSRR          | 3:06,274 |
| 4.      | Thomas Jacob      | NRD           | 3:06,358 |
| 5.      | Michael Walter    | NRD           | 3:06,933 |
| 6.      | Siergiej Danilin  | ZSRR          | 3:07,098 |
| 7.      | Johannes Schettel | RFN           | 3:07,371 |
| 8.      | Hansjörg Raffl    | Włochy        | 3:07,525 |
| 9.      | Otto Mayregger    | Austria       | 3:07,619 |
| 10.     | Paul Hildgartner  | Włochy        | 3:07,696 |

### Dwójki mężczyzn
| Miejsce | Zawodnicy                              | Reprezentacja | Czas     |
| ------- | -------------------------------------- | ------------- | -------- |
| złoto   | Jörg Hoffmann Jochen Pietzsch          | NRD           | 1:31,940 |
| srebro  | Stefan Krauße Jan Behrendt             | NRD           | 1:32,039 |
| brąz    | Thomas Schwab Wolfgang Staudinger      | RFN           | 1:32,274 |
| 4.      | Stefan Ilsanker Georg Hackl            | RFN           | 1:32,298 |
| 5.      | Georg Fluckinger Robert Manzenreiter   | Austria       | 1:32,364 |
| 6.      | Witalij Mielnik Dmitrij Aleksiejew     | ZSRR          | 1:32,459 |
| 7.      | Kurt Brugger Wilfried Huber            | Włochy        | 1:32,553 |
| 7.      | Jewgienij Biełousow Aleksandr Bielakow | ZSRR          | 1:32,553 |
| 9.      | Bernhard Kammerer Walter Brunner       | Włochy        | 1:33,171 |
| 10.     | Bob Gasper André Benoit                | Kanada        | 1:33,306 |

### Jedynki kobiet
| Miejsce | Zawodniczka        | Reprezentacja     | Czas     |
| ------- | ------------------ | ----------------- | -------- |
| złoto   | Steffi Walter      | NRD               | 3:03,973 |
| srebro  | Ute Oberhoffner    | NRD               | 3:04,105 |
| brąz    | Cerstin Schmidt    | NRD               | 3:04,181 |
| 4.      | Veronika Bilgeri   | RFN               | 3:05,670 |
| 5.      | Julija Antipowa    | ZSRR              | 3:05,787 |
| 6.      | Bonny Warner       | Stany Zjednoczone | 3:06,056 |
| 7.      | Marie-Claude Doyon | Kanada            | 3:06,211 |
| 8.      | Nadieżda Danilina  | ZSRR              | 3:06,364 |
| 9.      | Cammy Myler        | Stany Zjednoczone | 3:06,835 |
| 10.     | Irina Kusakina     | ZSRR              | 3:07,043 |